# 家なき子 (アニメ)
『家なき子』（いえなきこ）は、エクトール・アンリ・マロの同名児童文学作品を原作にした、東京ムービー新社製作のテレビアニメである。1977年10月2日から1978年10月1日まで日本テレビおよびその系列局で放送された。

## 概要
日本テレビ開局25周年を記念した本作は、初の試みとなる立体映像「ステレオクローム方式」を用いた立体アニメーションとして制作された。それ以前の立体映像では特殊なメガネをかけないと映像が不鮮明だったのだが、この方式はメガネがなくても普通に視聴することができ、メガネがあればより立体感のある映像になる。視神経の伝達誤差（プルフリッヒ効果）を利用したもので、立体感の感じ方には個人差がある。この立体映像は、背景が常に動いていなければ効果が得られないため、その背景として異様なほど大量に流れる雲がそのほとんどを占めた。このような作法は、のちの3D映像や3Dテレビ放送の先駆けとも言える。マーチャンダイジングはもちろん「立体メガネ」がメインアイテムとなった。日本テレビによると最低50万個の販売を見込んでいたようである。このため、1本当たりの制作費は「ゴールデンタイムの一時間番組」に相当した。
同じ原作を元に、2018年に制作されたフランス映画『家なき子 希望の歌声』（日本公開は2020年）の監督を務めたアントワーヌ・ブロシエは、本作について「プロットだけじゃなく細部のアートディレクションまで、日本のアニメが最も原作に忠実な解釈をしている」と評している。

## あらすじ
南フランスの農村シャバノン。捨て子だった少年レミは、怪我で出稼ぎから帰ってきた養父ジェロームにより、旅芸人ビタリスに売られてしまう。優しい養母と別れて哀しむレミだったが、ビタリスの深い人間性と仲間の動物たちとの絆によって成長していく。

## 登場人物

### 主要キャラクター

#### バルブラン家
フランス中央部の中央山塊の山間にあるシャバノン村に暮らす農家。夫妻とその子・レミの3人家族。
レミ・バルブラン声 - 菅谷政子
バルブラン家の子。優しい母の手により育てられた素直な少年だが、実は赤ん坊の頃にパリのブルトーニュ通りに置き去りにされていた捨て子であり、出稼ぎ中であったバルブラン家の夫・ジェロームに拾われ夫妻の子として育てられることとなった。それから8年の後、怪我により性格の荒んだジェロームによって捨て子であることを知らされ、旅芸人ビタリスに売られる。その後は一座の座員としてフランス中を旅することとなり、ビタリスの不慮の死の後は周囲の人々の力を借りながら座長として新一座を率いた。
売られた当初はビタリスに対して畏怖の念を抱いていたが、一座で身に付けるべき芸や読み書き計算を教えられながら接して行くうちに、ビタリスの高潔な生き方に尊敬の念を持つようになる。
実はイギリスの貴族・ミリガン家当主の第一子であり本名はリチャードという。家督ののっとりを狙う叔父により誘拐され悪人ドリスコルの手で捨てられたのであった。誘拐から11年後、ジェロームから知らされた両親の情報によりイギリスに渡るが、それはドリスコルの一味が張った罠であり身柄を拘束されてしまう。しかし一味の持つ情報から自身がミリガン家の者であるのを知ることとなり、一味がロンドン警視庁に逮捕された際に一味の仲間の嫌疑を掛けられるも護送中に逃走。多くの人々の助力により再びフランスに戻ると、所用のためスイスへ向かった実母･ミリガン夫人の後を追うこととなった。
夫人らとの再会の後しばらくはミリガン家で暮らしていたが、親の庇護の元で暮らす日々に疑問を抱き、一座の仲間と共に3度目の旅に出る。それから10年の後、ミリガン家に戻ったレミは法律家となり、リーズ・アキャンを妻として迎えた。
バルブラン・ママ声 - 鈴木弘子
バルブラン家の夫人でファーストネームは不明。レミの育ての母であり、赤ん坊だったレミを8歳まで実の子同様に愛情深く育て上げた。レミがミリガン家の子と分かった後は、母子の再会に力を尽くす。
その後もシャバノン村で1人で暮らしていた。
ジェローム・バルブラン声 - 青野武
バルブラン家の夫。パリに出稼ぎに行っていた際、ブルトーニュ通りで捨て子（後のレミ）を拾い自らの家に引き取るなど元々は優しく穏やかな人物だったようだが、出稼ぎ仕事中の怪我で足に障害を負い、仕事を追われたうえ雇い主を相手とした裁判に負けたために生活が荒み、性格も短気でヒステリックなものに一変した。
敗訴の後に帰宅した際にレミがいたことに激昂し孤児院へ引き渡そうとするが妻の反対にあって断念。しかし、その後にたまたま村に滞在していた旅芸人ビタリスに40フランで売り渡した。それから約3年後、レミの両親が我が子を探しているとの情報を知りビタリス一座を探して再びパリに出向くも、酒で体調を崩した末に街頭で馬車に撥ねられ腹に重傷を負う。その夜、ようやく再会したレミに「イギリスへ渡れ」と言い残し息を引き取った。
ルーセット
バルブラン家で飼われていた牝牛。バルブラン家の周辺には同年代の子供がいないレミにとっては単なる家畜ではなくかけがえのない友達であったが、ジェロームの裁判費用の捻出のため売られていく。
ルーセット（2代目）
旅の途中にシャバノン村に立ち寄ることを決めたレミが、マチヤの発案により旅芸で貯めた資金を元にユッセルの町で買い入れた上等の牝牛。後に仔牛を生んだ。
リーズ
2代目ルーセットが生んだ雌の仔牛。名前はリーズ・アキャンにちなんで付けられた。

#### セニョール・ビタリス一座
旅芸人ビタリスの率いる一座でフランス中を旅して回っている。レミが座員となるまではビタリス以外の座員はすべて動物であった。
セニョール・ビタリス声 - 近藤洋介
一座の座長を務める初老の男で “ビタリス” は芸名。新たな座員となった幼いレミに芸だけではなく読み書きや計算をも教えるなどして、厳しく温かく育て上げる。高潔で威厳のある人物で、その生き方は後のレミの生き方の指針となった。
レミが座員となって2年目の冬、不測の事件により3匹の座員を失い興行の道が絶たれ、一座の再興資金を得るためパリで仕事を得ようとするが叶わず、パリ郊外のグラスイェール村近くで吹雪に迷い、真夜中に偶然たどり着いたアキャン家の前でレミを守るように凍死する。亡骸は身元不明の旅芸人として村の墓地に葬られたが、後に本名が墓碑銘に刻まれることとなった。
その名はオペラ歌手カルロ・バルザーニであった。
カルロ・バルザーニ
かつて、イタリアのオペラ界において人々の尊敬を集めた世界的に高名なオペラ歌手。「王侯貴族でさえその身を自由にすることはできない」と謳われた人物である。体調不良のまま臨んだあるステージをしくじったことを深く恥じ、周囲の反対を押し切ってオペラ界を退いた。その後、人知れず旅芸人ビタリスとして苦難の旅に身を投じる。
ジョリクール
一座の座員のアフリカ生まれの小型の猿で、ビタリスの言によると人間で言えば25～26歳の青年。一座の芸を支える言わば花形である。軍服のような衣装を着ており、いくつかの芝居の主役を演じる。冬の雪山越えの最中にひいた風邪をこじらせて肺炎となるが、レミたちの心配を押し切って興行に参加。得意の出し物「将軍の死」を演じ切り、その終幕とともに死んでいった。
カピ
一座の座員の白毛の中型犬。聡明で一座の動物たちのリーダー格を務め、レミの親友でもある。また、興行にあっては「時間当て」を始めとする数々の芸をこなす。座員たちが次々と命を落とす中、最後までレミと旅をともにした。
ゼルビーノ
一座の座員の黒毛の中型犬。やや気性が荒く、気に入らないことがあるとビタリスにすら逆らおうとする。得意の芸は「玉乗り」。冬の雪山越え中に狼の罠にはまり、夜営した山小屋から誘き出されて命を落とした。
ドルチェ
一座の座員の白毛の小型犬。一座でただ一頭の雌の動物であり、出し物の芝居ではお姫様役などを担当する。ゼルビーノと伴に狼の罠にはまり命を落とした。

#### 新ビタリス一座
アキャン家の離散後に再び旅芸の道に戻ったレミが結成した一座で、またの名を“レミ＆カピ＋マチヤ一座”、略して“レミ一座”。当初の座員はレミとカピのみであったが、その後にマチヤが、次いで2代目ジョリクールが加わることとなる。
マチヤ声 - 小原乃梨子
レミがパリの街で出会ったバイオリン弾きの少年で、セカンドネームは不明。当初はレミと反目していたがやがて親友となった。元々はイタリア人であり、5歳の頃に母と死に別れたためパリの芸人の元締・ガロフォリ親方の下で大道芸人として働いていた。パリを旅立つレミと一度は別れたが後にガロフォリの下を出奔、再び出会ったレミの新ビタリス一座に加わった。レミがミリガン家に戻った後は自身もミリガン家の養子として迎えられるが、しだいに自分の置かれた立場に疑問を抱くようになり、再びレミたちと旅芸の道に戻る。
音楽に関しては天性の才能を持ち、音楽家ジョルジュ・エスピナッスをして「君は音楽そのものだ」と言わしめた。中でもバイオリンの演奏は天才的にうまく、長じて「バイオリンのショパン」と謳われる高名な演奏家となった。
ジョリクール（2代目）
あるサーカス団に飼われていた猿。団員の言うことを一切聴かず厄介者扱いされていたが、なぜかレミたちを気に入り、サーカス団を脱走して勝手に一座に居ついてしまう。先代ジョリクールに瓜二つの容姿で芸もなかなか達者であったため2代目ジョリクールとして座員となった。得意の芸は、風船につかまって宙を漂う「空飛ぶジョリクール」。一座の中では誰よりも偉そうに振舞っているが、カピだけは苦手らしい。

#### ミリガン家
ロンドン郊外に邸宅を構えるイギリスで指折りの名門貴族。当主の事故死・第一子の誘拐・第二子の難病と不幸続きであったが、10余年の歳月を経てこれらの不幸は終息を迎える。
ミリガン夫人声 - 武藤礼子
ミリガン家の現当主である気品と慈愛にあふれる婦人。ファーストネームは不明。難病を持つ第二子・アーサーをなぐさめるため、小型客船「白鳥号」でフランスの運河を旅して回っていた。
ビタリスが興行上の揉め事で刑務所に投獄された際、収入を得られず困窮していたレミたちと偶然に出会い一座を白鳥号に招く。このときは夫人自身も気付くことはなかったが、実はレミの本当の母親であり、ビタリスの放免後に一度はレミと別れるも後に母子としての再会を果たすこととなる。
リチャード・ミリガン
ミリガン夫人の第一子。赤ん坊の頃に何者かによって誘拐され、そのまま行方不明となった。実はレミ・バルブランこそリチャード本人である。
アーサー・ミリガン声 - 山本嘉子
ミリガン夫人の第二子。股関節痛という難病により脚を動かすことができず、普段は車椅子に乗っている。母と共にレミたちと偶然に出会い、その出し物を気に入ったことで一座が白鳥号に乗船するきっかけをつくる。多少我儘な性格だが本質的には素直で、身分に拘ることなくレミともすぐに仲良くなった。このときは、レミが自分の兄であるとは知る由もない。
後にジュネーブの病院で手術を受け病状が回復。歩行訓練の末、自分の力で歩けるようになった。
ミリガン男爵声 - 納谷六郎
ミリガン夫人の夫の弟。ミリガン家の当主である兄が事故で急死したのをきっかけに家督ののっとりを企み、邪魔なリチャードを誘拐し亡き者にしようとする。しかしさすがにそれはできず、悪人ドリスコルを使ってどこかへ捨てさせた。だが、このとき既に夫人はふたり目の子（後のアーサー）を宿しており計画は失敗に終わった。
11年の後、些細な諍いが元で町の無法者と決闘を行ない敗れるが、その際、夫人に自分が誘拐事件の黒幕だったことを告白して息絶える。
アラン声 - 北村弘一（第17話まで）→矢田稔（第46話以降）
ミリガン家に仕える忠実な執事。夫人らと共に白鳥号の旅に同行する。
ポール声 - 石丸博也（第51話などは代役）
白鳥号の舵取りを務める水夫。
ダニエル
白鳥号の引き馬を操る馬飼い。
ビビアン声 - 菊地紘子
ミリガン家に仕える家事使用人。夫人らの遠出にも同行し、主にアーサーの世話をしていた。

#### アキャン家
パリ郊外のグラスイェール村で花の栽培をしている農家で父と子供の5人家族。ある冬の朝、自宅の前で行き倒れているビタリスたちを見つけて助け、ビタリスの葬儀をするとともにレミとカピを家族として引き取った。花の栽培に使う温室のガラスの購入費用として莫大な額の借金をしているが、不測の事故によりその返済が不能となり、宅地・農地ともに借り物であったために一家は離散することとなる。
ピエール・アキャン声 - 吉水慶
アキャン家の父で、花の栽培にかけては村一番と知られている陽気な人物。かなりの酒好きで酒が入るとさらに陽気になる。レミたちを引き取った年の晩冬、突然の悪天候により降った雹のため温室が全滅。借金の返済が不能となったため債主から訴訟を起され、懲役5年の刑を受けパリ市内のクリシー刑務所に投獄されることとなる。
エチエネット・アキャン声 - 松島みのり
アキャン家の第一子（長女）で、行き倒れていたビタリス一座の発見者。母を亡くした一家にあっては母親代わりとなっている。一家離散の後はエスナンドの叔母の下に身を寄せることとなった。
アレクシス・アキャン声 - 白川澄子
アキャン家の第二子（長男）で年齢はレミより4歳上。家業を手伝う働き者の少年で、毎年父からもらう褒美を10スー銀貨と決め、いざという時のために貯金しているなかなかのしっかり者。一家離散の後は炭鉱の町バルスのガスパール伯父の下に身を寄せ、見習い鉱夫として働くこととなる。
バンジャマン・アキャン声 - つかせのり子
アキャン家の第三子（次男）。レミと同年輩の悪戯者の少年。一家離散の後はサンカンタンの伯父の下に引き取られた。
リーズ・アキャン声 - 高坂真琴
アキャン家の第四子（次女）。3歳の頃に罹った熱病によって言葉を失い話すことはできないがその心根は誰よりも優しく、師匠ビタリスを失ったレミを心の底から気遣った。アキャン家の一員となったレミと心を通じ合わせるも、一家の離散によってドルーズィのカトリーヌ叔母の下に引き取られる。
レミとの縁で知り合ったミリガン夫人のたっての希望によりジュネーブの医師の診察を受けるが、身体に異常はなく、話せないのは心因性の理由によるものと診断される。ミリガン夫人の下で発声訓練を続け、レミとの2度目の再会に際して言葉を取り戻した。その後、カトリーヌ叔母の下へ帰るが、成長した後はレミの伴侶となった。

#### ドリスコル一味
ロンドン郊外の裏町・ベスナルグリーンを根城にする、数十名の構成員から成る窃盗団。ロンドン警視庁の手入れを受けてほぼ全員が逮捕され、組織は壊滅した。
ドリスコル声 - 飯塚昭三
ドリスコル一味を仕切る頭目であり、かつてミリガン男爵の命によりレミことリチャードを捨てた張本人。ファーストネームは不明。ミリガン家がリチャードの捜索をしているのを知ると、レミがリチャードであるのを突き止めたうえで父と偽ってその身柄を拘束。ミリガン家から身代金をせしめようとした。最終的に警察に逮捕されるがレミも一緒に捕まり、このまま本当のことを白状すれば泥棒の他に誘拐罪まで負わなければならなくなることから、レミは自分の息子だと虚偽の証言をすると言う最後の最後まで、救いようのない外道ぶりを見せた。
ローラ・ドリスコル声 - 前田敏子
ドリスコルの妻。夫と共に一味を仕切る中心人物で、レミの母を偽った。やや下品な女で猿を苦手としている。
デビッド・ドリスコル
ドリスコルの実弟で一味の構成員。頑強で狡猾な兄とは異なりウラナリ風の間抜けな男で、マチヤの口車に乗せられレミ誘拐計画の一部を漏らしてしまった。

#### 語り手
本作のナレーションを担当する宇野重吉は劇団民藝を創設した俳優兼演出家であり、高い演技力を誇る名優として知られている。本作は通常の作品に比較するとナレーションの量が多く、作中の状況説明や登場人物の心理描写などがナレーションによって語られる比重が高い。宇野の計算され、かつ趣きのある語り口は作品の完成度を高めるのに多大な貢献をしている。

### その他のキャラクター
ジャン（第8話）声 - 富山敬
ボルドーの街を根城にするスリの青年で、ミッシェルというカラスをつれているため「カラスのジャン」の字名を持つ。ビタリスたちと逸れたレミを手伝って街中を探して回るが、敵対するジャック一味と争いになり、そのままレミと別れる。
グレース（第9話）声 - 喜多道枝
レミがポーの町で出会った同年輩の少女で、イギリスから避寒に来ている上流階級の子。ビタリス一座の出し物を気に入ったことからレミと仲良くなった。レミにとっては初めての人間の友達であったが、グレースの父が下層階級との交流を嫌ったために引き離され、以後二度と会うことはなかった。
警官（第10話）声 - 藤本譲
トゥルーズの町を警邏する騎馬警官。権力を笠に着た悪徳な人物で、ビタリス一座の興行に言い掛かりをつけ一座の動物たちが歯向かうように仕向けると、その仕打ちに反抗したビタリスを逮捕した。
裁判長（第11・12話）声 - 加藤精三
警官を殴った罪で逮捕されたビタリスの裁判を担当した裁判官の一人。ビタリスが本名を名乗らないことを理由に一方的に審理を打ち切り、「禁固2か月、罰金100フラン」の判決を言い渡した。
マルカーノ（第23話）声 - 神谷明
パリのオペラ座で主演を務める、人気・実力ともに高いオペラ歌手。カルロ・バルザーニのかつての教え子であり、師同様に誇り高い精神の持ち主。パリの街で仕事を探すビタリスことバルザーニの求めに応じ、バイオリンの個人教授の仕事を紹介した。
ガロフォリ（第25・26話）声 - 滝口順平
ビタリスの知人で、パリの街で子供の大道芸人を仕切る初老の小男。鞭による仕置きや稼ぎのない子供には食事を与えないなどの罰で子供たちを恐怖支配している。ビタリスと知り合った経緯は不明だが、その過去を承知しているらしい。人間的には小物で、威厳のあるビタリスには頭が上がらない様子であった。
警察署長（第27話）声 - 杉田俊也
グラスイェール村を管轄する警察署の署長で、ビタリスの死後にその身元調査を行なった。穏やかな物腰の人物で、本人の言によればカルロ・バルザーニの大ファンであり自身もかつてオペラ歌手を夢見ていたことがあるとのこと。その知識を基にビタリスがバルザーニ本人であることをつきとめた。
地主（第29・30話）声 - 雨森雅司
アキャン家の使う宅地と農地の持ち主で、アキャン家が温室のガラス購入費用として借り入れている借金の債主でもある。全滅した温室の再建のため再度の借金を申し込んだピエールの願いを一言の元に断ったばかりか、債務不履行に対する訴訟を起こした非情な人物。
カトリーヌ叔母（第30・39・46話）声 - 牧野和子
ピエール・アキャンの妹でドルーズィの町に住む。アキャン家の離散後、姪であるリーズを引取った。家業は運河の水門番。
ガスパール伯父（第33話 - 35話）声 - 遠藤征慈
炭鉱の町バルスに住む炭鉱夫でアキャン家の親戚。アキャン家の離散後、甥であるアレクシスを引取った。
シモーヌ（第33 - 35話）声 - 小山まみ
炭鉱の町バルスに住む少女。アレクシスの許婚である。
ポール（第33 - 35話）声 - 村山明
バルスの炭鉱に勤務する技師で坑道の設計担当者。シモーヌの兄。坑道の上を流れる川が嵐により決壊したために発生した落盤で坑内に取り残されたレミたちの救出に尽力する。
パジェス（第34・35話）声 - 増岡弘
バルスの炭鉱に勤務するベテランの鉱夫。やや短気だが炭鉱の作業にかけては誰よりも物知りで、「先生」と仇名され鉱夫仲間はもとより炭鉱の所長にさえも一目置かれている。レミやガスパールとともに落盤に巻き込まれ脱出のため努力する。
ジョルジュ・エスピナッス（第36話）声 - 二見忠男
ランダーヌの町に住む名高い音楽家で普段は床屋を生業にしている。音楽の理論を知らないことに悩むマチヤを「音楽は芸術であり、なぞなぞではない」と諌めるとともに、その天性の才を見抜き自分の弟子となって勉強するように勧めた。
アンクレール医師（第37話）声 - 大竹宏
ユッセルの町に住む獣医。大金の所持を警官に見咎められたレミたちを、「旅芸で稼いだものである」と証言して救った。その縁でレミたちの牝牛の購入に協力することとなる。
ガレイ弁護士（第39・41話）声 - 糸博
レミの本当の両親の代理人としてその行方を捜していたロンドンに事務所を持つ弁護士。シャバノン村を訪れ、やや高圧的な態度でジェロームにレミの引渡しを求める。しかし、その依頼人はミリガン家ではなくドリスコル夫妻であった。
ボブ（第42・44 - 48話）声 - 古谷徹
マチヤがかつてサーカス団にいた頃の兄貴分で、今は2人の仲間と共に大道芸人をしている黒人の青年。仲間と共にドリスコル一味やロンドン警視庁からレミを助け、逃走に協力する。
サンカンタンの伯父（第44・46・49話）声 - 国坂伸
バンジャマンを引取ったアキャン家の親戚で、サンカンタンの村でリンゴ農園を経営する。シャバノン村への旅費を稼ぐために働き口を探していたレミたちを雇い、1日の仕事で15日分の給料を支払った。氏名は不明。
エイムズ警部（第44 - 47話）声 - 仲村秀生
ロンドン警視庁に勤務する警察官で10年来ドリスコル一味を追っていた。一味の逮捕に巻き込まれて捕らえられたレミをドリスコルの息子と決め付け、少年刑務所に送ろうとする。
アンディ船長（第48話）声 - 兼本新吾
リトルヘンプトンの港を拠点にする船乗りで、「日食号」という小型貨物船の船主兼船長。ボブの旧友で、その依頼を受け嵐の英仏海峡を渡りレミたちをフランスまで送り届ける。
フォートン（第48話）声 - 野島昭生
日食号の船員でアンディの片腕の船乗り。無口で愛想のない男だが船乗りとしての腕は確か。アンディと協力してレミたちをフランスに送った。常にパトリシアという雌のオウムを連れている。

## スタッフ
- 原作 - エクトール・マロー[3]
- 企画 - 吉川斌
- 総監督 - 出崎統[3]
- 画面設定 - 大橋学[注釈 9]
- 作画監督 - 杉野昭夫[3]
- 美術監督 - 小林七郎[3]
- 特殊効果 - 橋爪明二
- 撮影監督 - 高橋宏固
- 編集 - 鶴渕允寿、高橋和子
- 録音監督 - 山田悦司
- 音楽 - 渡辺岳夫
- 音響効果 - 片岡陽三
- 制作担当 - 加藤俊三
- 文芸担当 - 小野田博之
- プロデューサー - 武井英彦、山崎敬之
- 取材協力 - NOS VOS
- 制作協力 - 東京ムービー、マッドハウス[3]
- 製作 - 東京ムービー新社[3]

## 主題歌・挿入歌
主題歌
オープニング - 「さあ歩きはじめよう」
作詞 - 東京ムービー企画部 / 作曲 - 渡辺岳夫 / 編曲 - 松山祐士 / 歌 - 沢田亜矢子、シンガーズ・スリー
テレビサイズは1番の歌詞のみで、約90秒に編集。レコードサイズに比べると、ややスローテンポである。
タイトルバックは本編同様、立体アニメ手法による動画が使用されており、主題歌の歌詞はもとより、クレジットタイトルまでもが右から左へとスクロールする。第27話以前と第28話以降で映像の一部が差し替えられており、前期版は「墓標らしき十字架の前に佇むレミ」「石畳に倒れたビタリスを気遣うレミたち座員」といった映像のためやや重苦しい印象があるが、後期版はそれらの映像に代えて「リーズとダンスするレミ」「合奏しながら街道を行く新ビタリス一座」などが加えられ、明るい雰囲気のものとされている。
1977年のキングレコードのシングルヒット賞を受賞した。
エンディング - 「はらぺこマーチ」
作詞 - 東京ムービー企画部 / 作曲 - 渡辺岳夫 / 編曲 - 松山祐士 / 歌 - 沢田亜矢子、少年少女合唱団みずうみ
テレビサイズは1番の歌詞のみで、約70秒に編集。タイトルバックはビタリス一座をモデルにした切絵風の静止画（背景と前景のスライド移動は表現されている。）で、全話を通して変更はない。
挿入歌
挿入歌については、一部の歌のインストもしくはカラオケがBGMとして使用されたにとどまり、歌そのものが作中に使用されたことはない。
「マチヤはともだち」
作詞 - 東京ムービー企画部 / 作曲 - 渡辺岳夫 / 編曲 - 松山祐士 / 歌 - 沢田亜矢子、少年少女合唱団みずうみ
「すてきな白鳥号」
作詞 - 東京ムービー企画部 / 作曲 - 渡辺岳夫 / 編曲 - 松山祐士 / 歌 - 沢田亜矢子、シンガーズ・スリー
「笛をふこうよ」
作詞 - 東京ムービー企画部 / 作曲 - 渡辺岳夫 / 編曲 - 松山祐士 / 歌 - 沢田亜矢子
「ぼくらはなかよし」
作詞 - 東京ムービー企画部 / 作曲 - 渡辺岳夫 / 編曲 - 松山祐士 / 歌 - 沢田亜矢子、少年少女合唱団みずうみ
「だいすきなカピ」
作詞 - 東京ムービー企画部 / 作曲 - 渡辺岳夫 / 編曲 - 松山祐士 / 歌 - 沢田亜矢子
「リーズとぼく」
作詞 - 東京ムービー企画部 / 作曲 - 渡辺岳夫 / 編曲 - 松山祐士 / 歌 - 沢田亜矢子
「ママにあいたい」
作詞 - 東京ムービー企画部 / 作曲 - 渡辺岳夫 / 編曲 - 松山祐士 / 歌 - 沢田亜矢子、シンガーズ・スリー
「おやすみなさい」
作詞 - 東京ムービー企画部 / 作曲 - 渡辺岳夫 / 編曲 - 松山祐士 / 歌 - 沢田亜矢子、シンガーズ・スリー
上記各曲を収録したレコードは、いずれもキングレコードより発売された。

## 放送フォーマット
最初にオープニング主題歌が流れ、続いてスポンサードテロップと1回目のCMを挟んで本編Aパートが開始される。Aパートは各回とも概ね1分程度のアバンタイトルの後にサブタイトルを挟んでその回のストーリーに移行する。Aパート終了の後、2回目のCMを挟んで本編Bパートが開始。Bパート終了後は3回目のCMを挟んで予告編（詳細は下記）が開始され、引き続きエンディング主題歌が開始される。エンディング主題歌の後に2回目のスポンサードテロップが入って終了となる。
本編内で表示されるサブタイトルは約5秒、ステンドグラス風の背景に白文字で「第一回　シャバノン村のレミ少年」などと表示される。また、Bパート終了時には、最終回以外の回で画面右下の位置に “つづく” の文字が表示される。なお、本作はアイキャッチは使用されておらず、A・B両パートとその前後のCMには本編から直接移行する。

## 予告編
Bパートとエンディング主題歌の間に30秒の予告編が入る。ナレーションは全ての回で菅谷政子がレミとして行っており、レミが一人称で視聴者に話し掛ける形式が取られている。
ナレーションの基本パターンは「レミです」で始まり、次回放送分の簡単なあらすじの紹介の後に「次回の『家なき子』をお楽しみに」で終わる。サブタイトルの読み上げは行われず、ラストの約5秒間で青バックの画面に白文字で「次回　運命の子レミ　お楽しみに」などと表示される。

## 各話リスト
「ゲスト声優」は登場人物節に記載済みの者は除く。ただし、異なる役柄で出演している場合はその限りでない。
「放送日」はキー局でのものである。
| 話数 | サブタイトル （シナリオタイトル）                   | 演出                           | 脚本              | ゲスト声優                                               | 備考                                                | 放送日         |
| ---- | --------------------------------------------------- | ------------------------------ | ----------------- | -------------------------------------------------------- | --------------------------------------------------- | -------------- |
| 1    | シャバノン村のレミ少年 （シャヴァノン村のレミ少年） | 竹内啓雄 高屋敷英夫 さきまくら | 山崎晴哉          | 糸博、村松康雄 大久保正信                                |                                                     | 1977年 10月2日 |
| 2    | 運命の子レミ （運命の子）                           | 竹内啓雄                       | 伊東恒久          | 増岡弘、国坂伸 岡田道郎、中谷ゆみ                        | ビタリス一座登場。                                  | 10月9日        |
| 3    | レミの旅立ち （別れの鐘）                           | 高屋敷英夫 さきまくら          | 伊東恒久          | 増岡弘                                                   | レミ、ビタリスに売られ村を旅立つ。                  | 10月16日       |
| 4    | レミ･前へ進め! （前へ－進め!）                      | 竹内啓雄 さきまくら            | 山崎晴哉          | 宮下勝、石森達幸 藤夏子、三田ゆう子                      |                                                     | 10月23日       |
| 5    | レミの初舞台 （はじめての芝居）                     | 高屋敷英夫 さきまくら          | 山崎晴哉          | 兼本新吾                                                 |                                                     | 10月30日       |
| 6    | レミと青空教室 （青空の教室）                       | 竹内啓雄 さきまくら            | 伊東恒久          | 沼波輝枝 高田竜二                                        |                                                     | 11月6日        |
| 7    | ドレミファ、レミ （わが心の師匠）                   | 高屋敷英夫 さきまくら          | 伊東恒久          | 寺島幹夫、河合義雄 村山明                                |                                                     | 11月13日       |
| 8    | 迷子のレミ （ひとりぼっちのレミ）                   | 竹内啓雄 さきまくら            | 山崎晴哉          | 細井重之、肝付兼太 飯塚昭三、千田光男                    |                                                     | 11月20日       |
| 9    | はじめての友だち、グレース （はじめての友だち）     | 高屋敷英夫 さきまくら          | 山崎晴哉          | 大木民夫 筈見純                                          |                                                     | 11月27日       |
| 10   | 思いがけない出来事 （ヴィタリスとの別れ）           | 竹内啓雄 さきまくら            | 山崎晴哉          | 富田耕生、藤本譲 中村武巳、山口健                        | ビタリス、逮捕される。                              | 12月4日        |
| 11   | ビタリスの裁判                                      | 高屋敷英夫 さきまくら          | 伊東恒久 山崎晴哉 | 富田耕生、北村弘一 千田光男                              | ビタリス、投獄される。                              | 12月11日       |
| 12   | 小さな座長・レミ （小さな座長）                     | 竹内啓雄 さきまくら            | 伊東恒久          | 原田一夫、遠藤晴 飯塚昭三、小宮和枝                      |                                                     | 12月18日       |
| 13   | 白鳥号との出会い （運河のほとりで）                 | 高屋敷英夫                     | 伊東恒久          | 渡部猛、筈見純 森篤夫、川村登                            | ミリガン夫人、アーサー、ほか登場。                  | 12月25日       |
| 14   | 白鳥号のレミ一座 （白鳥号の人々とレミ）             | 竹内啓雄                       | 山崎晴哉          | 緒方賢一                                                 |                                                     | 1978年 1月1日  |
| 15   | しあわせな船旅 （船の旅）                           | 高屋敷英夫                     | 杉江慧子          | 野本礼三、緒方賢一                                       |                                                     | 1月8日         |
| 16   | 夢に見た二人の母 （幻の母を慕うレミ）               | 竹内啓雄                       | 山崎晴哉          | 野本礼三、岡田道郎                                       |                                                     | 1月15日        |
| 17   | さようなら白鳥号 （その日、レミは…）                | 高屋敷英夫                     | 山崎晴哉          | 緒方賢一                                                 | ビタリス、放免される。                              | 1月22日        |
| 18   | ふりむくなレミ （明日へ向かって進め!）              | 竹内啓雄                       | 伊東恒久          | 田中勝                                                   |                                                     | 1月29日        |
| 19   | 猛吹雪の中で… （吹雪の中で）                        | 高屋敷英夫                     | 伊東恒久          | 国坂伸、加藤修 小沢かおる                                |                                                     | 2月5日         |
| 20   | レミと狼 （吹雪の中の狼）                           | 竹内啓雄                       | 杉江慧子          |                                                          | ゼルビーノ、ドルチェ死亡。                          | 2月12日        |
| 21   | 新しい生命の誕生 （レミの胸に生きよ）               | 高屋敷英夫                     | 山崎晴哉          | 栗葉子、渡辺知子 池田勝                                  |                                                     | 2月19日        |
| 22   | 名優ジョリクール （偉大なる役者の死）               | 竹内啓雄                       | 山崎晴哉          | 矢田耕司、清川元夢 鈴木れい子                            | ジョリクール死亡。                                  | 2月26日        |
| 23   | 素敵なお師匠さん （哀しみのパリ）                   | 高屋敷英夫                     | 伊東恒久          | 増山江威子、翠準子 浅井淑子、斉藤昌子 西村知道、黒部鉄   |                                                     | 3月5日         |
| 24   | パリの親友 マチヤ                                   | 竹内啓雄                       | 伊東恒久          | 加藤正之、井上瑤 間嶋里美、稲葉実                        | マチヤ登場。                                        | 3月12日        |
| 25   | ガロフォリ親方 （ルールスイーヌ通りの親方）         | 高屋敷英夫                     | 杉江慧子          | 小宮和枝、田中康夫 柴田清子、井上遥 三田ゆう子           | マチヤ、一旦退場。                                  | 3月19日        |
| 26   | さらば わが息子よ                                   | 竹内啓雄                       | 山崎晴哉          | 緒方賢一、小出和明 矢野洋子                              | ビタリス死亡。                                      | 3月26日        |
| 27   | ビタリスの過去 （リーズとの出会い）                 | 高屋敷英夫                     | 山崎晴哉          | 岡田道郎                                                 | アキャン家登場。 ビタリスの素性が判明する。         | 4月2日         |
| 28   | リーズの思いやり （アキャン家のレミ）               | 竹内啓雄                       | 伊東恒久          |                                                          |                                                     | 4月9日         |
| 29   | しあわせの温室                                      | 高屋敷英夫                     | 伊東恒久          |                                                          |                                                     | 4月16日        |
| 30   | 兄弟の輪                                            | 竹内啓雄                       | 伊東恒久          |                                                          | アキャン家離散。 レミ、再び旅立つ。                 | 4月23日        |
| 31   | ありがとう マチヤ （新しい座員･マチヤ）             | 高屋敷英夫                     | 杉江慧子          | 宮内幸平、野島昭生 玄田哲章、左近惠子 峰あつ子、宮下勝   | マチヤ再登場。 （以降レギュラー）                   | 4月30日        |
| 32   | すてきな思いつき                                    | 竹内啓雄                       | 山崎晴哉          | 今西正男、安田隆 小野文雄、桜本晶弘                      |                                                     | 5月7日         |
| 33   | とんでもない仲間 （新しい仲間）                     | 高屋敷英夫                     | 山崎晴哉          | 槐柳二、細井重之 仲木隆二、弥永和子                      | 2代目ジョリクール登場。 （以降レギュラー）          | 5月14日        |
| 34   | 嵐! 地下250メートル                                 | 竹内啓雄                       | 山崎晴哉          |                                                          | レミ、炭鉱で落盤に遭う。                            | 5月21日        |
| 35   | レミを救え!                                         | 高屋敷英夫                     | 山崎晴哉          | 村松康雄、島田彰 田の中勇                                |                                                     | 5月28日        |
| 36   | 音楽の天才 マチヤ （音楽のレッスン）                | 竹内啓雄                       | 杉江慧子          | 遠藤征慈、たてかべ和也 弥永和子、千々松幸子 笹岡繁蔵     | マチヤ、音楽の天才と指摘される。                    | 6月4日         |
| 37   | ママへの贈り物                                      | 高屋敷英夫                     | 伊東恒久          | 岸野一彦、藤城裕士 戸部光代、桜本晶弘 三田ゆう子         |                                                     | 6月11日        |
| 38   | バルブラン・ママ （ホットケーキはママの匂い）       | 竹内啓雄                       | 伊東恒久          |                                                          |                                                     | 6月18日        |
| 39   | 急げ! パリへ                                        | 高屋敷英夫                     | 山崎晴哉          | 矢田稔、牧野和子                                         |                                                     | 6月25日        |
| 40   | レミは イギリス人!                                  | 竹内啓雄                       | 山崎晴哉          | 市川千恵子、野本礼三 東美江、緒方賢一 龍田直樹、円福恵子 | ジェローム死亡。                                    | 7月2日         |
| 41   | やっと会えた パパとママ （ほんとうのパパとママ）    | 高屋敷英夫                     | 杉江慧子          | 安原義人、水鳥鉄夫 熊倉重之                              | ドリスコル夫妻登場。                                | 7月9日         |
| 42   | ドリスコルの正体                                    | 竹内啓雄                       | 杉江慧子          | 水鳥鉄男、安原義人 熊倉重之                              |                                                     | 7月16日        |
| 43   | ミリガン家の紋章                                    | 高屋敷英夫                     | 山崎晴哉          | 水鳥鉄男、熊倉重之                                       | レミ、自分がミリガン家の子と知る。                  | 7月30日        |
| 44   | 母と子を結ぶ糸                                      | 竹内啓雄                       | 山崎晴哉          | 国坂伸、安原義人 安田隆、水鳥鉄男 熊倉重之               | エイムズ警部登場。                                  | 8月6日         |
| 45   | 遠ざかる母                                          | 高屋敷英夫                     | 伊東恒久          | 千葉耕市、安原義人 田中秀幸、水鳥鉄男 熊倉重之、飯田道郎 | ドリスコル一味、逮捕される。                        | 8月13日        |
| 46   | 絶望の中で… （悪魔の嘘）                            | 竹内啓雄                       | 伊東恒久          | 矢田耕司、筈見純 田中秀幸、飯田道郎                      |                                                     | 8月20日        |
| 47   | 決死のダイビング （跳べ！逃げろ！）                 | 高屋敷英夫                     | 杉江慧子          | 平林尚三、田中秀幸 鈴木清信、宮下勝                      |                                                     | 9月3日         |
| 48   | 嵐の英仏海峡                                        | 竹内啓雄                       | 杉江慧子          | 肝付兼太、千葉繁 二又一成                                |                                                     | 9月10日        |
| 49   | 二人の母 （ふたりのママ）                           | 高屋敷英夫                     | 杉江慧子          |                                                          | ミリガン夫人、レミが我が子であると知る。            | 9月17日        |
| 50   | はじめての言葉…レミ! （はじめての言葉・レミ）       | 竹内啓雄                       | 山崎晴哉          | 村越伊知郎、安田隆                                       | リーズ、言葉を取り戻す。 レミとミリガン夫人、再会。 | 9月24日        |
| 51   | 新たな旅立ち                                        | 高屋敷英夫                     | 山崎晴哉          |                                                          | レミ達、三たび旅立つ。                              | 10月1日        |

## 放送局
※系列は放送当時のもの、放送時間は1978年9月中旬 - 10月終了時点のものとする。
| 放送地域       | 放送局         | 放送時間           | 系列                                         | 備考                                         |
| -------------- | -------------- | ------------------ | -------------------------------------------- | -------------------------------------------- |
| 関東広域圏     | 日本テレビ     | 日曜 18:30 - 19:00 | 日本テレビ系列                               | 制作局                                       |
| 北海道         | 札幌テレビ     | 日曜 18:30 - 19:00 | 日本テレビ系列                               |                                              |
| 青森県         | 青森放送       | 日曜 18:30 - 19:00 | 日本テレビ系列 テレビ朝日系列                |                                              |
| 岩手県         | テレビ岩手     | 日曜 18:30 - 19:00 | 日本テレビ系列 テレビ朝日系列                |                                              |
| 宮城県         | 宮城テレビ     | 日曜 18:30 - 19:00 | 日本テレビ系列                               |                                              |
| 秋田県         | 秋田放送       | 日曜 18:30 - 19:00 | 日本テレビ系列                               |                                              |
| 山形県         | 山形放送       | 日曜 18:30 - 19:00 | 日本テレビ系列                               |                                              |
| 福島県         | 福島中央テレビ | 火曜 18:00 - 18:30 | 日本テレビ系列 テレビ朝日系列                |                                              |
| 山梨県         | 山梨放送       | 日曜 18:30 - 19:00 | 日本テレビ系列                               |                                              |
| 新潟県         | 新潟放送       | 水曜 17:30 - 18:00 | TBS系列                                      |                                              |
| 長野県         | 信越放送       | 金曜 17:30 - 18:00 | TBS系列                                      |                                              |
| 静岡県         | 静岡放送       | 土曜 17:00 - 17:30 | TBS系列                                      | 静岡けんみんテレビ開局後も静岡放送にて放送。 |
| 富山県         | 北日本放送     | 日曜 18:30 - 19:00 | 日本テレビ系列                               |                                              |
| 石川県         | 北陸放送       | 水曜 17:30 - 18:00 | TBS系列                                      |                                              |
| 福井県         | 福井放送       | 日曜 18:30 - 19:00 | 日本テレビ系列                               |                                              |
| 中京広域圏     | 中京テレビ     | 日曜 18:30 - 19:00 | 日本テレビ系列                               |                                              |
| 近畿広域圏     | 読売テレビ     | 日曜 18:30 - 19:00 | 日本テレビ系列                               |                                              |
| 島根県・鳥取県 | 日本海テレビ   | 日曜 18:30 - 19:00 | 日本テレビ系列                               |                                              |
| 広島県         | 広島テレビ     | 日曜 18:30 - 19:00 | 日本テレビ系列                               |                                              |
| 山口県         | 山口放送       | 日曜 18:30 - 19:00 | 日本テレビ系列                               |                                              |
| 徳島県         | 四国放送       | 火曜 18:00 - 18:30 | 日本テレビ系列                               |                                              |
| 香川県         | 西日本放送     | 日曜 18:30 - 19:00 | 日本テレビ系列                               | 当時の免許エリアは香川県のみ。               |
| 愛媛県         | 南海放送       | 日曜 18:30 - 19:00 | 日本テレビ系列                               |                                              |
| 高知県         | 高知放送       | 日曜 18:30 - 19:00 | 日本テレビ系列                               |                                              |
| 福岡県         | 福岡放送       | 日曜 18:30 - 19:00 | 日本テレビ系列                               |                                              |
| 長崎県         | テレビ長崎     | 木曜 18:00 - 18:30 | フジテレビ系列 日本テレビ系列                |                                              |
| 熊本県         | 熊本放送       | 水曜 17:30 - 18:00 | TBS系列                                      |                                              |
| 大分県         | テレビ大分     | 土曜 18:00 - 18:30 | フジテレビ系列 日本テレビ系列 テレビ朝日系列 |                                              |
| 宮崎県         | 宮崎放送       | 土曜 18:00 - 18:30 | TBS系列                                      |                                              |
| 鹿児島県       | 鹿児島テレビ   | 日曜 18:30 - 19:00 | フジテレビ系列 日本テレビ系列 テレビ朝日系列 |                                              |
| 沖縄県         | 琉球放送       | 金曜 17:30 - 18:00 | TBS系列                                      |                                              |

## 劇場版

### 1978年版
本作継続中の1978年3月18日に東宝系で公開された『東宝チャンピオンまつり』で、第9話「はじめての友だちグレース」のブロウアップ版が公開された。
同時上映は『地球防衛軍』（リバイバル版）、『ルパン三世 ベネチア超特急』・『新・巨人の星』・『まんが日本昔ばなし かぐや姫』の計4本。

### 1980年版
テレビシリーズを再編集して1980年3月15日に東宝系にて公開。上映時間は96分。画面サイズはスタンダード。同時上映は『パンダの世界 ホアンホアンと仲間たち』。
声の出演は主要キャラクターの大半はテレビシリーズと同じだが、主要キャラの一部と周辺キャラの大半は声優が変更されている。
制作上でのテレビシリーズとの顕著な相違点は、立体アニメーション方式を取っていないことと、ナレーションを全廃していることが挙げられ、これらによってテレビシリーズとは若干違った雰囲気のものに仕上がっている。
また、ストーリー上はレミとミリガン夫人との再会に向けてのエピソードが中心とされ、物語もレミの視点によるものとして構成されている。しかし、約1年間続いたテレビシリーズを100分程度の時間に再編集するのは無理があったようで、かなりのダイジェストとなっている。
大まかな構成は、「始まり 〜 ビタリスに売られるレミ」→「オープニング」→「ビタリスの投獄」→「白鳥号との出会い」→「ビタリスの放免 〜 旅の再開」→「ビタリスの死亡」→「マチヤとの出会い」→「シャバノン村への帰郷」→「渡英 〜 ドリスコルの登場」→「レミ、ロンドン警視庁に逮捕される」→「ロンドン警視庁から逃亡」→「ミリガン夫人と再会 〜 エンディング 〜 終了」となる。
以上のように、シャバノン村での生活・ビタリスとの旅・白鳥号での旅・新ビタリス一座の旅のエピソードの大半がカット、ドリスコルおよびロンドン警視庁絡みのエピソードが3分の1程度にカットされ、ビタリスの死亡およびマチヤとの出会いのエピソードは変更されている。このため、テレビシリーズの重要な要素であった“主人公レミの成長譚”という側面は全く失われている。また、アキャン家に関するエピソードが丸ごとカットされたため、テレビシリーズでは重要キャラクターだったリーズも、ラストシーンに2カット登場するのみでセリフもない。
なお、再編集に伴う構成上の矛盾点や説明不足となる点などを補うため、セリフの多くがテレビシリーズとは変更されている。このため、全編にわたって新規にアフレコが行われたものと思われる。

#### 登場人物（映画）
- レミ・バルブラン（声 - 菅谷政子）
- バルブランママ（声 - 鈴木弘子）
- ジェローム・バルブラン（声 - 青野武）
- セニョール・ビタリス（声 - 近藤洋介）
- マチヤ（声 - 小原乃梨子）
- ミリガン夫人（声 - 武藤礼子）
- アーサー・ミリガン（声 - 松尾佳子）
- ドリスコル（声 - 滝口順平）
- エイムズ警部
- ボブ（声 - 石丸博也）

#### 劇場版スタッフ
- 監督 - 出崎統
- 助監督 - 竹内啓雄
- 脚本 - 山崎晴哉
- 脚本協力 - 伊東恒久、杉江慧子
- 画面設定 - 大橋学
- 作画監督 - 杉野昭夫
- 美術 - 小林七郎
- 撮影 - 高橋宏固
- 録音 - 山田悦司
- 音楽 - 渡辺岳夫
- プロデューサー - 片山哲生
- 制作協力 - マッドハウス
- 製作 - 東京ムービー新社

#### 劇場版主題歌
「さあ歩きはじめよう」
オープニングおよびエンディングに、いずれもテレビサイズ版が使用されている。タイトルバックは、オープニングはテレビシリーズ初期数話の本編を再編集したもの、エンディングはテレビシリーズ最終話のラストカットを静止画化したものが使用された。

## パロディ
本作と同時期にフジテレビ系で放送されていた『ヤッターマン』では、本作のパロディ「家あり子の冒険だコロン」（第47話、1977年11月19日放送）が作られた。ミレ（←レミ）を麻上洋子が演じている。